# Impugnazione (ordinamento civile italiano)
Nell'ordinamento giuridico civile italiano i mezzi di impugnazione delle sentenze, previsti per il processo civile ordinario di cognizione sono tipici e sono elencati nell'art. 323 c.p.c. 

## Tipi di mezzi d'impugnazione
I mezzi d'impugnazione si distinguono in ordinari e straordinari. 

### Mezzi di impugnazione ordinari
I mezzi di impugnazione ordinari sono quelli che possono essere esperiti quando la sentenza non è passata in giudicato, cioè, qualora la sentenza non sia ancora incontrovertibile.
1. il regolamento di competenza
2. l'appello
3. il ricorso per cassazione
4. revocazione pei i motivi di cui ai nn. 4 e 5 dell'art 395 c.p.c.

### Mezzi di impugnazione straordinari
I mezzi di impugnazione straordinari sono quelli che possono essere esperiti anche quando la sentenza sia passata in giudicato (formale). Essi sono:
1. la revocazione straordinaria per i motivi di cui ai nn.1,2,3,6 dell'art 395 c.p.c ,
2. la revocazione ordinaria pei i motivi di cui all'art. 397 c.p.c. , relativi a cause che richiedono la partecipazione obbligatoria del Pubblico Ministero,
3. l'opposizione di terzo di cui all'art. 404 c.p.c. .

## Legittimazione a impugnare
Legittimati ad impugnare sono le parti che hanno partecipato nel giudizio di primo grado.
Per quanto riguarda il soggetto di cui l'articolo 105 2 comma, cioè, l'interventore in via adesiva semplice, questo soggetto è legittimato solo nel caso in cui la sentenza abbia efficacia riflessa nei suoi confronti.

## Interesse a impugnare
Il legittimato deve avere interesse ad impugnare (aspetto peculiare dell'interesse ad agire), cioè, un interesse che va determinato in base al principio di soccombenza:
1. la soccombenza è formale nel caso in cui l'attore veda la sua domanda rigettata.
2. La soccombenza è materiale quando la parte (convenuto in questo caso) subisce un pregiudizio dalla sentenza.
3. La soccombenza è teorica quando la parte vede rigettate le sue eccezioni.
4. La soccombenza è pratica quando fa riferimento alle richieste e alle conclusioni delle parti.

## Principi
Nell'ipotesi in cui si impugni una sentenza, in dottrina si discute se l'impugnazione si inserisca all'interno del processo e quindi le impugnazioni siano momenti del processo medesimo, prive di una vera e propria autonomia, ovvero se invece l'impugnazione, necessitando dell'atto concludente il procedimento (la sentenza), sia consequenziale e perciò successivo al processo stesso, non potendosi inquadrare nello stesso momento giuridico. La dottrina propone inoltre la distinzione tra impugnazioni vere e proprie e mezzi di gravame. 
Tale distinzione si fonda sul duplice carattere che avrebbe la sentenza, di atto giuridico e di giudizio.
Sono impugnazioni vere e proprie la revocazione e l'opposizione di terzo; sono mezzi di gravame l'appello e il ricorso per cassazione. La distinzione trova fondamento nella differenza tra errores in procedendo ed errores in judicando.
L'azione di impugnazione, tanto per nullità che per revocabilità, può essere proposta per richiedere l'invalidazione sia di una sentenza che un negozio giuridico: secondo il Calamandrei, anzi, "l'azione di impugnativa contro la sentenza deriva da un'estensione al campo processuale dei concetti propri del diritto negoziale." 
Inoltre i mezzi di impugnazione si distinguono a seconda che il giudice dell'impugnazione sia lo stesso che ha pronunciato il provvedimento impugnato o sia un giudice diverso (appello e ricorso per cassazione).
Impugnazione incidentale tardiva-ratio di questo istituto è costituita dall'eventualità che la parte soccombente nel affidamento che la controparte non impugni la sentenza (quindi presupposto logico è la soccombenza parziale di entrambe le parti), presti acquiescenza o lasci decorrere i termini x l'impugnazione-così viene delineato l'istituto nel comma 1 del art 334 c.p.c.
Il comma 2 invece evidenzia il collegamento inscindibile tra impugnazione principale e l'impugnazione incidentale tardiva, infatti nel caso la prima venga dichiarata inammissibile la seconda perde di ogni efficacia
Il comma uno del 334,nel delineare i soggetti legittimati, compie un richiamo ai soggetti chiamati ad integrare il contraddittorio ai sensi del 331 c.p.c, questa specifica enunciazione-articolo che accanto al 332 pone la distinzione tra cause scindibili e cause inscindibili-ha portato sino di recente, la giurisprudenza di legittimità a delineare una limitazione soggettiva nei confronti appunto delle cause scindibili, infatti in questo caso la parte soccombente che avesse lasciato decorrere i termini o prestato acquiescenza non poteva comunque proporre impugnazione incidentale tardiva.
Successivamente, fine anni 80,la Cassazione ha ammesso la possibilità che il soccombente possa impugnare tardivamente anche nel caso di cause scindibili-pur permanendo pero la limitazione rispetto ai soggetti contro quali proporre questa forma di impugnazione, infatti sarà possibile impugnare i capi di sentenza che si riferiscono unicamente al rapporto con la parte che è autrice dell'impugnazione principale.